# Szálang-alagút
A Szálang-alagút (perzsául: تونل سالنگ (túnel-e Szálang)) egy közúti alagút a Hindukus hegységben, Afganisztán Baglán és Parván tartományai között.

## Története
Korábban az északi és déli országrészek között a Szálang-hágón keresztül lehetett közlekedni, ami nehezen járható útvonal volt, és az átkelés igen sokáig tartott. Ezt az átkelést rövidítette le jelentősen az alagút, amelynek tervezése már az 1950-es évek közepén elkezdődött, az építés pedig 1964-ben fejeződött be. Ebben a hidegháborús időszakban jellemző volt, hogy az amerikaiak és a szovjetek egymással versengve vittek véghez infrastrukturális beruházásokat Afganisztánban: amíg például az amerikaiak a déli Helmand tartomány öntözőrendszerét építették ki, addig a szovjetek az északi országrészben a Szálang-alagutat nyitották meg.
A 21. század elejére az évtizedes háborúskodás következtében az alagút állapota jelentősen leromlott, és bár 2002-ben részben felújították, a felújítás után is keskeny, kétsávos, gödrös talajú létesítmény maradt, amelyben az aszfaltozás és a szellőztető rendszer hiánya miatt állandó volt a szálló por, így a látótávolság rendkívül alacsony (gyakran csak néhány méter) volt. A nem megfelelő szellőzés miatt a szén-monoxid-mérgezés veszélye is fennállt. A 2010-es évek végén, amikor már egy teljesen új, hosszabb alagút tervezése is folyamatban volt, a régi Szálang-alagúton is végeztek felújítási munkálatokat.
A Szálang-alagútban több rendkívül súlyos katasztrófa is történt az idők során. 1982-ben egy szovjet üzemanyag-szállító jármű kigyulladt az alagútban: a katasztrófa több tucat (más becslés szerint több száz) szovjet katona halálát okozta. 2010-ben egy lavinasorozat következtében több száz utas bent ragadt az alagútban, és becslések szerint legalább 150-en életüket vesztették.

## Leírás
A Hindukuson keresztül vezető Szálang-alagút az egyetlen olyan fő közlekedési útvonal Afganisztánban, amely egész évben nyitva áll, és összeköti a déli és északi országrészeket. Naponta mintegy 1000 jármű halad át rajta.
A 2,6 km hosszú alagút mintegy 3400 méterrel húzódik a tenger szintje felett, ezzel pedig felépülte után (amikor valóságos mérnöki csodának tekintették) a világ legmagasabban fekvő alagútja lett (ma a Colorado állambeli Eisenhower-alagút már megelőzi ebben a tekintetben).
Az északnyugat–délkelet irányban húzódó alagút az AH76-os főút mentén fekszik.

## Képek

Az alagút 1975-ben
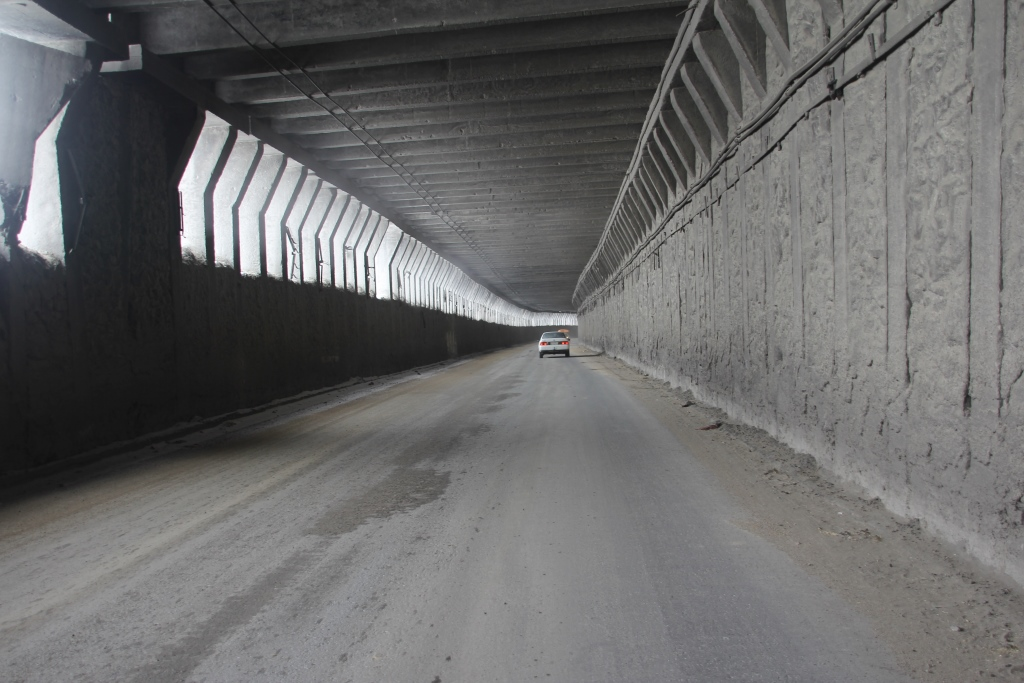
Az alagút beleseje 2013-ban
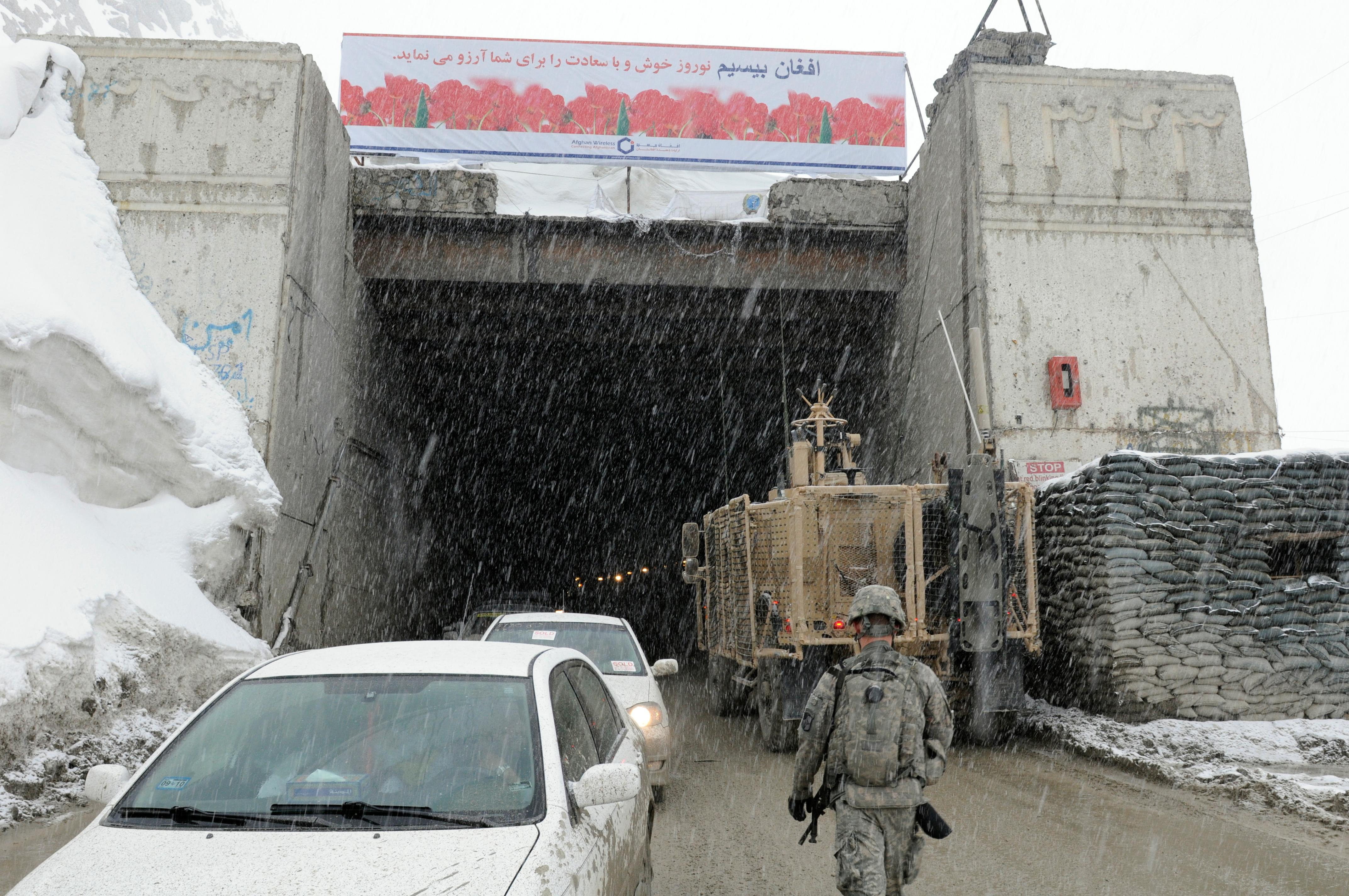
Katonai konvoj lép be az alagútba egy 2011-es havas napon
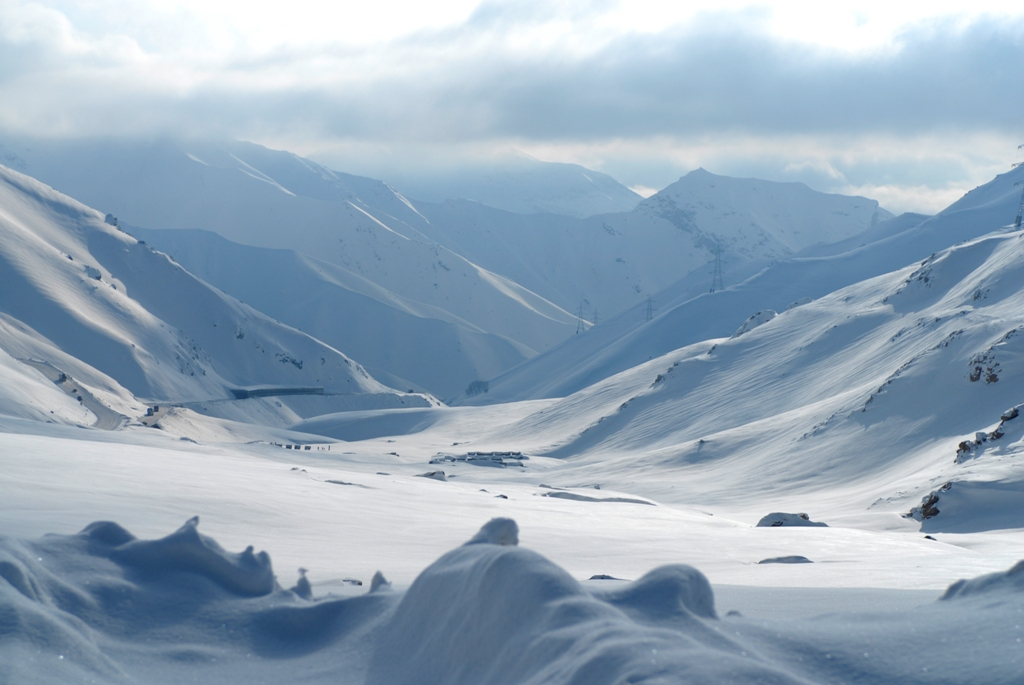
Ezen a vidéken vezet keresztül az alagút